# 紀南まるごとTV
紀南まるごとTV（きなんまるごとてれび）とは、テレビ和歌山で2000年10月から2006年4月28日まで放送されていた番組。御坊市から南の紀南地方にスポットをあて、紀南地方の様々な情報を紹介する。テレビ和歌山の中でもバラエティー色が強い番組だった。

## 放送時間
- 金曜日 19:00-19:30
- 土曜日 8:00-8:30（再放送）

## 出演者
- 平阪佳久（元ウインズ・現ウインズ平阪）
- 山田みゆき（テレビ和歌山アナウンサー）

## スポンサー
- 以前は再放送にJR西日本和歌山支社がついていたが、2005年4月25日に発生したJR福知山線脱線事故によりスポンサーを自粛していたためCMは打ち切られた（JR西日本は2006年4月からCMを再開）。
- 番組開始当時から国土交通省紀南河川国道事務所が、コーナースポンサーについている。

## コーナー
- ウインズ平阪のお助けプロジェクト

ウインズの平阪佳久が、紀南の町で人をお手伝いし、その町の歌もつくろう！というコーナー。
- 体験！紀南の街づくり

体験リポーターが住みやすい町にしようと頑張っているグループをリポート。
- まるごとスポット

紀南の遊びどころやみどころなどを紹介。
- 週末イベント伝言板

紀南の土曜・日曜のイベントを紹介。